# Parti national (Québec)
Pour les articles homonymes, voir Parti national.
Le Parti national est un parti politique québécois fondé par des libéraux québécois en 1871. Honoré Mercier lui donne un nouveau souffle en 1885, à la suite de la pendaison de Louis Riel, désirant réunir les conservateurs et les libéraux canadiens-français. Mercier gagne ensuite les élections de 1886 et devient premier ministre du Québec l'année suivante.
Par la suite, le nom de « Parti national » est abandonné et le parti reprend le nom de Parti libéral du Québec.